# Sociálně demokratická strana Rakouska

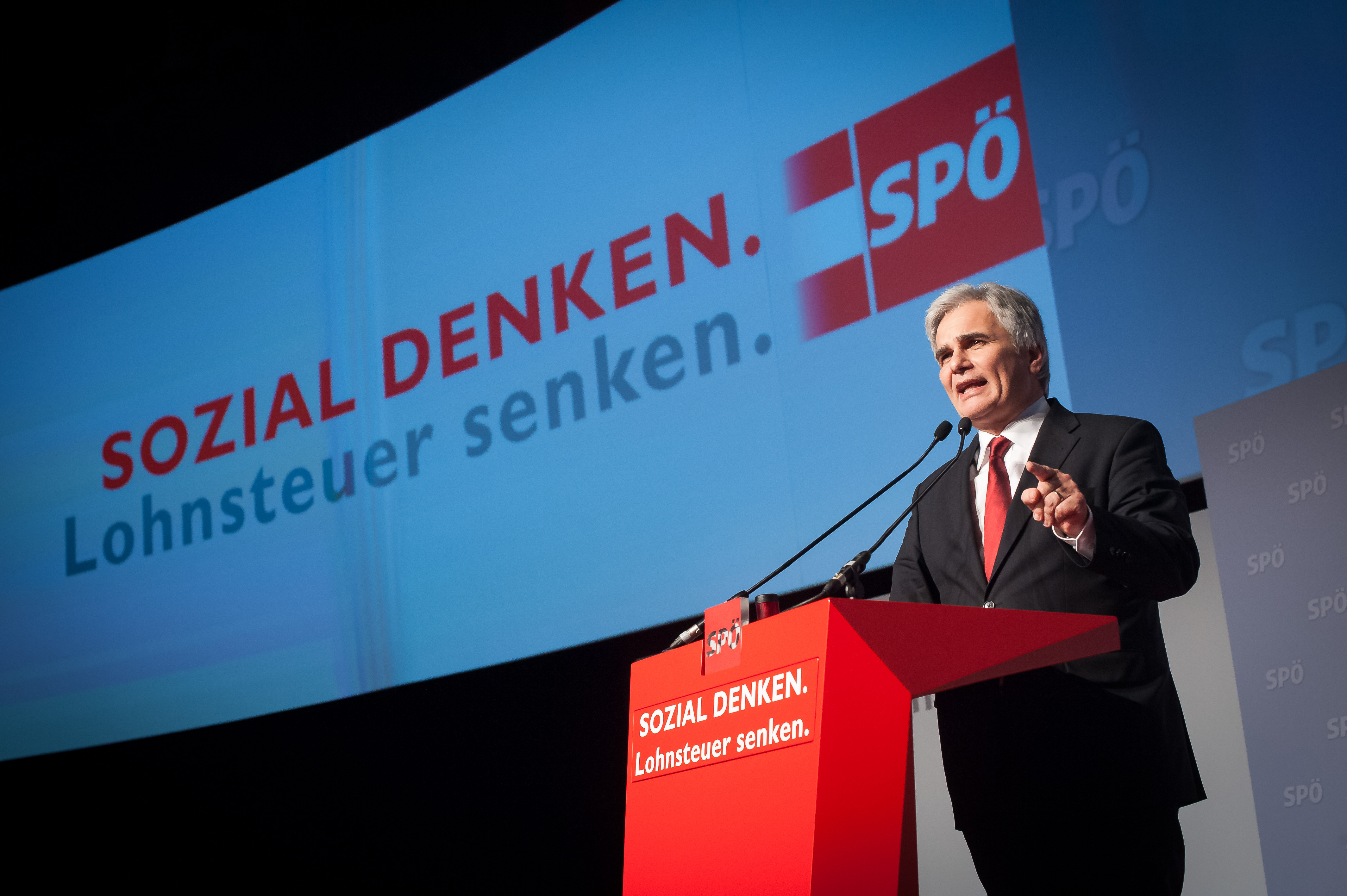
Werner Faymann (SPÖ) na pódiu (2014), v pozadí oficiální logo strany

Sociálně demokratická strana Rakouska (německy Sozialdemokratische Partei Österreichs, SPÖ) je rakouská středolevicová politická strana, která byla založena 31. prosince 1888. Členy strany byli a v jejím čele stáli významní politikové Rakouska jako Victor Adler, Karl Renner a Bruno Kreisky. Rakouskými kancléři byli také sociální demokraté Fred Sinowatz, Franz Vranitzky, Viktor Klima, Alfred Gusenbauer, Werner Faymann a Christian Kern.
Strana zvítězila v parlamentních volbách konaných 29. září 2013 před Rakouskou lidovou stranou (ÖVP), se kterou od té doby tvořila první vládu Wernera Faymanna i následující dvě koaliční vlády. V parlamentních volbách roku 2017 však SPÖ skončila se ziskem 26,9 % hlasů druhá za ÖVP jen těsně před Svobodnou stranou Rakouska (FPÖ) a nedostala možnost se znovu podílet na vládě.

## Historie

### Vývoj názvu
| Český název                           | Německý název                          | Zkratka | Období       |
| ------------------------------------- | -------------------------------------- | ------- | ------------ |
| Sociálně demokratická strana dělnická | Sozialdemokratische Arbeiterpartei     | SDAP    | 1888–1934    |
| Rakouská socialistická strana         | Sozialistische Partei Österreichs      | SPÖ     | 1945–1991    |
| Sociálně demokratická strana Rakouska | Sozialdemokratische Partei Österreichs | SPÖ     | od roku 1991 |

### Předsedové strany
- 1945–1957 Adolf Schärf
- 1957–1967 Bruno Pittermann
- 1967–1983 Bruno Kreisky
- 1983–1988 Fred Sinowatz
- 1988–1997 Franz Vranitzky
- 1997–2000 Viktor Klima
- 2000–2008 Alfred Gusenbauer
- 2008–2016 Werner Faymann
- 2016 Michael Häupl
- 2016–2018 Christian Kern
- 2018–2023 Pamela Rendi-Wagner
- od 2023 Andreas Babler

### Chyba při volbě předsedy
V červnu 2023 došlo k situaci, kdy volební komise kvůli chybě oznámila nově zvoleným předsedou Hanse Petera Doskozila namísto skutečně zvoleného Andrease Bablera.

## Programové prohlášení
Ve svém programovém prohlášení, přijaté na sjezdu strany v roce 1998, se sociálně demokratická strana zavázala k sociální demokracii, k hodnotám svobody, rovnosti, spravedlnosti, solidarity a plné zaměstnanosti.
V roce 2017 zrušila strana po třiceti letech zákaz, tzv. Vranitzkého doktrínu (německy Vranitzky-Doktrin), tj. vytváření koalice na spolkové úrovni se Svobodnou stranou Rakouska (FPÖ).

## Volební výsledky

### Volby do národní rady
| Volby | Počet hlasů | Hlasy v % | + / -   | Počet mandátů | + / - |
| ----- | ----------- | --------- | ------- | ------------- | ----- |
| 1970  | 2 221 981   | 48,4 %    | ▲ +5,8  | 81            | ▲ +7  |
| 1971  | 2 280 168   | 50,0 %    | ▲ +1,6  | 93            | ▲ +12 |
| 1975  | 2 326 201   | 50,4 %    | ▬ +0,4  | 93            | ▬ ±0  |
| 1979  | 2 413 226   | 51,0 %    | ▬ +0,6  | 95            | ▲ +2  |
| 1983  | 2 312 529   | 47,6 %    | ▼ –3,4  | 90            | ▼ –5  |
| 1986  | 2 092 024   | 43,1 %    | ▼ –4,5  | 80            | ▼ –10 |
| 1990  | 2 012 787   | 42,8 %    | ▬ –0,3  | 80            | ▬ ± 0 |
| 1994  | 1 617 804   | 34,9 %    | ▼ –7,9  | 65            | ▼ –15 |
| 1995  | 1 843 474   | 38,1 %    | ▲ +3,2  | 71            | ▲ +6  |
| 1999  | 1 532 448   | 33,15 %   | ▼ –4,91 | 65            | ▼ –6  |
| 2002  | 1 792 499   | 36,51 %   | ▲ +3,36 | 69            | ▲ +4  |
| 2006  | 1 663 986   | 35,34 %   | ▼ –1,17 | 68            | ▼ –1  |
| 2008  | 1 398 620   | 29,43 %   | ▼ –8,3  | 57            | ▼ –11 |
| 2013  | 1 118 223   | 27,10 %   | ▼ –2,16 | 53            | ▼ –4  |
| 2017  | 1 351 918   | 26,9 %    | ▼ -0,2  | 52            | ▼ -1  |
| 2019  | 1 011 868   | 21,2 %    | ▼ -5,7  | 40            | ▼ -12 |
| 2024  | 1 025 753   | 21,1 %    | ▼ -0,1  | 41            | ▲ +1  |

### Volby do Evropského parlamentu
| Volební rok | Celkový počet hlasů | Hlasy v % | + / -   | Počet mandátů | + / - |
| ----------- | ------------------- | --------- | ------- | ------------- | ----- |
| 1996        | 1 105 910           | 29,15 %   | -       | 6             | -     |
| 1999        | 888 338             | 31,71 %   | ▲ +2,56 | 7             | ▲ +1  |
| 2004        | 833 517             | 33,33 %   | ▲ +1,6  | 7             | ▬ ±0  |
| 2009        | 680 041             | 23,74 %   | ▼ −9,6  | 4             | ▼ −3  |
| 2014        | 680 180             | 24,1 %    | ▲+0,40  | 5             | ▲+1   |
| 2019        | 903 151             | 23,9 %    | ▼-0,20  | 5             | ▬ ±0  |
| 2024        | 818 287             | 23,2 %    | ▼-0,7   | 5             | ▬ ±0  |

## Členění strany
- 9 zemských organizací
- 114 okresních organizací
- 3589 místních organizací